# Initiative populaire « Participation des entreprises de droit public aux dépenses pour la défense nationale »
L'initiative populaire  « Participation des entreprises de droit public aux dépenses pour la défense nationale » est une initiative populaire suisse, rejetée par le peuple le 8 juillet 1951.

## Contenu
L'initiative, conçue en terme généraux, demande de modifier la Constitution fédérale pour définir un impôt touchant aussi bien que les entreprises publiques que privées et basé sur « leur capacité économique et [..] leur rendement », à l'exclusion des hôpitaux, des établissements d'éducation et des institutions sociales, culturelles et religieuses.
Le texte de l'initiative prévoit cependant que le comité représentatif est en droit de la retirer « si l'Assemblée fédérale, par voie constitutionnelle ou législative, prépare d'elle-même une imposition équitable des entreprises de droit public ».
Le texte complet de l'initiative peut être consulté sur le site de la Chancellerie fédérale.

## Déroulement

### Contexte historique
Lorsque la Confédération lève en 1940, un impôt extraordinaire de défense nationale, en exonère les exploitations de droit public. Cette exonération, étendue à la Confédération, aux cantons, à leurs établissements et exploitations ainsi qu'aux fonds spéciaux placés sous leur administration, est encore confirmée en 1942 lors de la perception d'une nouvelle contribution sur le même thème.
Les initiants lancent cette proposition de modification afin que les entreprises publiques soient placées sur le même plan que les entreprises privées sur le plan de la concurrence. Ils précisent de plus que les fonds ainsi récoltés (estimés par le Conseil fédéral à seulement 5 millions de francs annuels) doivent être attribués à la défense du pays.

### Récolte des signatures et dépôt de l'initiative
La récolte des 50 000 signatures nécessaires a débuté le 13 février 1949. L'initiative a été déposée le 1er septembre de la même année à la chancellerie fédérale qui l'a déclarée valide le 26 septembre.

### Discussions et recommandations des autorités
Le parlement et le Conseil fédéral recommandent le rejet de cette initiative. Dans son rapport aux chambres fédérales, le gouvernement met en regard les faibles montants pouvant être récoltés par rapport aux importantes difficultés techniques (par exemple comment définir le statut et la capacité économique d'une division administrative cantonale) et politiques que soulèveraient cette imposition. Les cantons, en particulier, pourraient comprendre l'imposition par la Confédération de leurs entreprises publiques comme une perte de souveraineté.

### Votation
Soumise à la votation le 8 juillet 1951, l'initiative, présentée en termes généraux, est refusée par 67,4 % des suffrages exprimés. Le tableau ci-dessous détaille les résultats par cantons :